# NGC 920
NGC 920 je spirální galaxie s příčkou v souhvězdí Andromedy. Její zdánlivá jasnost je 14.4m a úhlová velikost 1,5′ × 1,1′. Je vzdálená 283 milionů světelných let, průměr má 125 000 světelných let. Galaxii objevil 11. září 1885 Lewis A. Swift.